# 台湾海峡トンネル

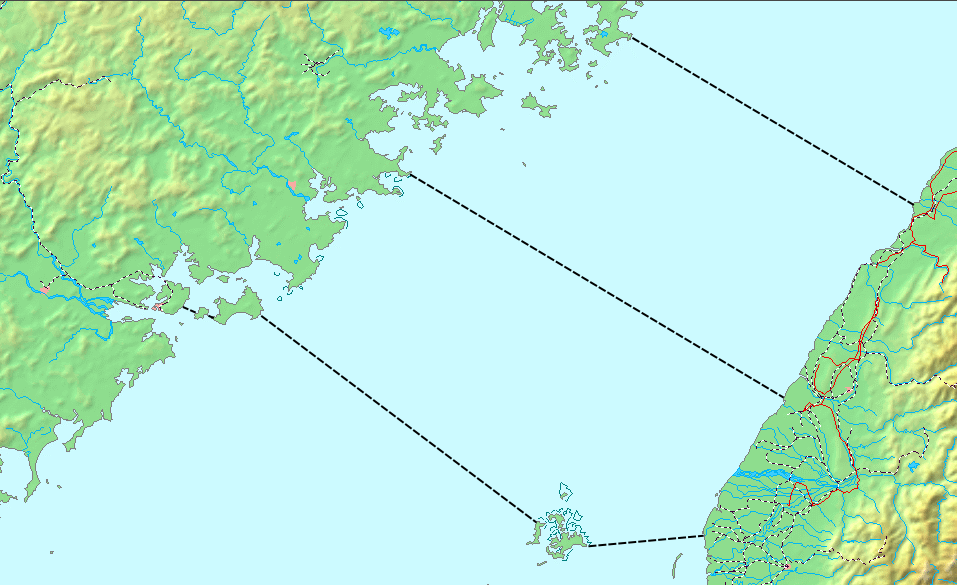
台湾海峡トンネルで検討された3つのルート

台湾海峡トンネル（たいわんかいきょうトンネル、台灣海峽隧道）は、中国大陸と台湾を結ぶ台湾海峡の海底トンネルの計画である。中華人民共和国（中国）側では関連する評価を完了しており、実際の計画を承認しているが、技術的・政治的な問題により、現在のところ実現の可能性は極めて低い。プロジェクトが完了したとしても、この地域で頻繁に発生する低気圧や地殻変動のため、非常に困難で費用のかかる保守と修理の問題に直面することになると見られている。
中国側での現在の計画によると、各トンネルの全長は約125 - 150キロメートルであり、人工島や海上橋なども併用する。一つのルートの推定コストは4,000 - 5,000億元であり、トンネル完成後は高速道路（G3京台高速道路）や高速鉄道（京台高速鉄道）を通す計画である。

## 歴史
1940年代には、何人かの中国の学者が海峡に道路を通すことを提案していた。1987年、張以誠、姜達権ら数人の学者が中華人民共和国政府に報告書を書いた。三峡ダムのプロジェクトの後、台湾海峡と瓊州海峡のトンネルについての論証が行われ、鄧小平の指示が得られた。
1997年、清華大学の呉之明は、台湾海峡にトンネルを建設するというアイデアを提案した。1998年には、「台湾海峡トンネル学術論証検討会」が厦門で開催され、中国本土、台湾、米国の学者が参加した。その後、工学的議論が議題になった。2008年までに、論証会議は中国で6回開催され、シンガポールと米国でも開催されている。
2013年6月に中華人民共和国国務院が承認した「国家公路網計画（2013年 - 2030年）」には、福建省平潭県と台湾北部の新竹市を結ぶ長さ122キロメートルの海底トンネルが含まれている。
2016年3月5日、中華人民共和国国務院は第13次5か年規画の概要草案を公布し、その中には京台高速鉄道が含まれていた。
2017年には、中国工程院がトンネルの設計を完了し、2019年に実現可能性評価を完了する予定である。計画されている福清－平潭高速道路の海壇海峽トンネル部分は、台湾海峡トンネルプロジェクトの立ち上げの前置きであると考えられる。
2021年2月、中国共産党中央および国務院は「国家総合立体交通網計画綱要」を公布した。この計画では、国家総合立体交通網の主軸構造として6本の主要軸が示され、その中の一つである「京津冀–粤港澳主軸（北京市・天津市・河北省から広東・香港・マカオへの南北軸）」にはいくつかの支線が含まれており、そのうちの1本である安徽省阜陽市–黄山–福州市から台北へ至るルートは、現在のところ「構想段階」としている。

## 予定ルート
想定される予定ルートは三つある。これまで、北線のトンネル計画と、中線の海上橋が議論されてきた。北線は国務院の公式計画に納めるのが比較的簡単であり、平潭では海底トンネルの入口のための建設基地がすでに用意されている。中線の優先順位は北線ほど高くないが、地形的にかなりの利点があることから実現可能性研究のために提案されており、まだ技術的検証段階にある。
- 北線： 京台高速道路、平潭島東澳村 - 新竹市新竹漁港、全長約124 km（約68海里）。3つの予定ルートの中で最短である。水深が浅く、歴史的にレベル7を超えた地震が発生していないため、専門家の間では最初に建設すべき路線と認められている[11][12]。
- 中線：泉州市 - 彰化県（または南日鎮 - 苗栗県[13]）。長さは北線とほぼ同じ約127 km。このルートは海上橋の計画になっている。 これは、中央山脈によって台風の直接の影響が回避されることや、海底の雲彰隆起（中国語版）が浅く、深さが30から50メートルで安定していて橋の架設に適しているためである。第2段階の道路網として選択されている。路線の途中には、人工島とインターチェンジを設置することとしている。
- 南線： G319国道（中国語版）、厦門市 - 嘉義県。烈嶼郷、金門県、澎湖県を通り、澎湖水道（中国語版）を海底トンネルで抜けて台湾に至る。長さは3ルート中最長の約174 kmで、途中には海底峡谷があり、トンネルを深くする必要がある。また、レベル5 - 6の地震が多く発生している[13]。これらの理由から、このルートは技術的な議論で基本的に排除された。

## 現状
中国側の積極的な姿勢と比較して、台湾側では安全保障上の懸念との政治的な対立のために、中華民国の中央政府や学界、メディアはトンネル計画にあまり興味を示していない。この計画は純粋に計画のみである。 両岸関係が変わらない限り、台湾の現状において実現の可能性は極めて低い。
また、膨大な費用、未解決の技術的問題のため、実行可能とは考えられていない。提案されたトンネルの延長は150km近くであり、英仏海峡トンネルや青函トンネルの3倍近くもある。
2016年3月6日、台湾の海峡交流基金会の顧問である李孟洲は、両岸の政治問題により高速鉄道建設の可能性は非常に低いと述べた。台湾海峡トンネルの建設は双方の間の政治的相互信頼を含み、米国は同意していない。